# Fontaines-Saint-Clair
Fontaines-Saint-Clair är en kommun i departementet Meuse i regionen Grand Est (tidigare regionen Lorraine) i nordöstra Frankrike. Kommunen ligger i kantonen Dun-sur-Meuse som tillhör arrondissementet Verdun. År 2022 hade Fontaines-Saint-Clair 36 invånare.

## Befolkningsutveckling
Antalet invånare i kommunen Fontaines-Saint-Clair
| Referens: INSEE |